# 石田卓也
石田 卓也（1987年2月10日—），日本男演員。身高171公分，血型B型。興趣是音樂鑑賞。特長是游泳、棒球。

## 人物簡介
- 2002年第15屆「JUNON SUPER BOY大赛」獲得讀者投票第1位，最上鏡獎獲獎而踏入演藝圈。
- 2005年，在TBS電視劇《青春之門·築豐篇》初次亮相。同年，以電影《蟬時雨》中的表演，獲得電影旬報最佳新人男演員獎。

## 演出作品

### 電視劇
- 青春之門·筑豐篇(TBS・2005年3月21日、22日)飾  伊吹信介 (13～18歳)
- 戀愛星期日 文學之歌 第13話「老妓抄」(BS-i・2005年12月25日)飾  芳村藤吉
- 格鬥教師(TBS・2006年1月～3月)飾 深田裕之
- 東京少女 第2話「眺める少女」(BS-i・2006年8月6日)飾 優一
- 綠色椰菜花 (富士電視台・2007年1月20日) 飾  市川啓太
- Voice～來自亡者的聲音 第6話(富士電視台・2009年2月16日)飾  相馬泰人
- 救命病棟24小時4(富士電視台・2009年8月11日 - 9月22日)飾  工藤亮介 (進修醫生)
- 特別劇無法說再見(朝日放送・2009年9月18日)飾  永島光二
- 不毛地帶 第3、5、6、13話(富士電視台・2009年10月15日 - 2010年3月11日)飾  鮫島倫敦  ※第9、18話以照片出現
- 救命病棟24小時 2010 SP(富士電視台・2010年1月3日)飾  工藤亮介 (進修醫生)
- 鎌倉河岸捕物控 第6話 (NHK・2010年6月12日)飾  京太郎
- 多謝款待飾 近藤學(西門悠太郎的同學)

### 電影
- 蟬時雨(2005年10月1日) 飾  牧文四郎 (青少年時代)
- 我愛芳鄰(2006年8月26日) 飾 緒方剛
- 夜間遠足(2006年9月30日) 飾  西脇融  [主演]
- キトキト！(2007年3月17日) 飾  斎藤優介  [主演]
- 風的外側(2007年12月22日) 飾  梁秀一
- 青春巧克力(2007年12月22日) 飾  大橋賢三  [主演]
- 東京少年(2008年2月2日) 飾  唐沢シュウ
- 奪命捉迷藏(2008年2月2日) 飾  佐藤翼  [主演]
- 雨之翼(2008年2月9日) 飾  松前陽介
- Sweet Rain 死神的精準度(2008年3月22日) 飾  阿久津伸二
- 我和條子的700天戰爭(2008年4月5日) 飾  西条
- R246 STORY(2008年8月23日)飾 「CLUB246」前田ジュリ
- GS樂團(2008年11月15日)飾  紀川マサオ
- 罪或罰(2009年2月28日) 飾  宮下
- 巨乳排球(2009年4月18日)飾  中井
- 鴨川荷爾摩(2009年4月18日)飾  蘆屋満
- 花之飛鳥組 NEO!(2009年4月25日)飾  テル
- 60歳的情書 (2009年5月16日) 飾  北島進
- ROOKIES－畢業－(2009年5月30日、東寶) 飾  濱中太陽
- 火天之城(2009年9月12日) 飾  市造
- 信さん・炭坑町のセレナーデ(2010年5月) 飾  中岡信一
- 奪命捉迷藏2(2010年6月5日)  飾  佐藤翼  [主演]
- KING GAME(預計：2010年8月28日) 飾  スズ  [主演]
- 岳-ガク- (預計：2011年) 飾  阿久津

### 舞台
- 鴨川荷爾摩(2009年) 飾  安倍學  [主演]

### 配音
- 動畫電影跳躍吧！時空少女(2006年7月15日) - 間宮千昭

### 其他
- 遠足的準備(2006年9月15日發售 DVD作品) 飾  西脇融
- ONE☆DRAFT 1st單曲 「フルサト」(2007年3月21日發售) - PV出演
- FUNKY MONKEY BABYS 7th單曲「旅立ち」(2008年3月26日發售) - 封面写真・PV出演

## 得獎
- 2002年第15屆「JUNON SUPER BOY大赛」(「ジュノン・スーパーボーイ・コンテスト」) 最上鏡獎
- 第79屆 電影旬報獎 新人男演員獎『蟬時雨』
- 2005年 第15屆 日本影評人協會獎 新人獎(南俊子獎)『蟬時雨』

## 外部連結
- 官方資料
- 官方主頁[永久]
- Takuya Ishida Official Blog （页面存档备份，存于）
- Official MySpace 石田卓也 （页面存档备份，存于）